# Сільське господарство Японії

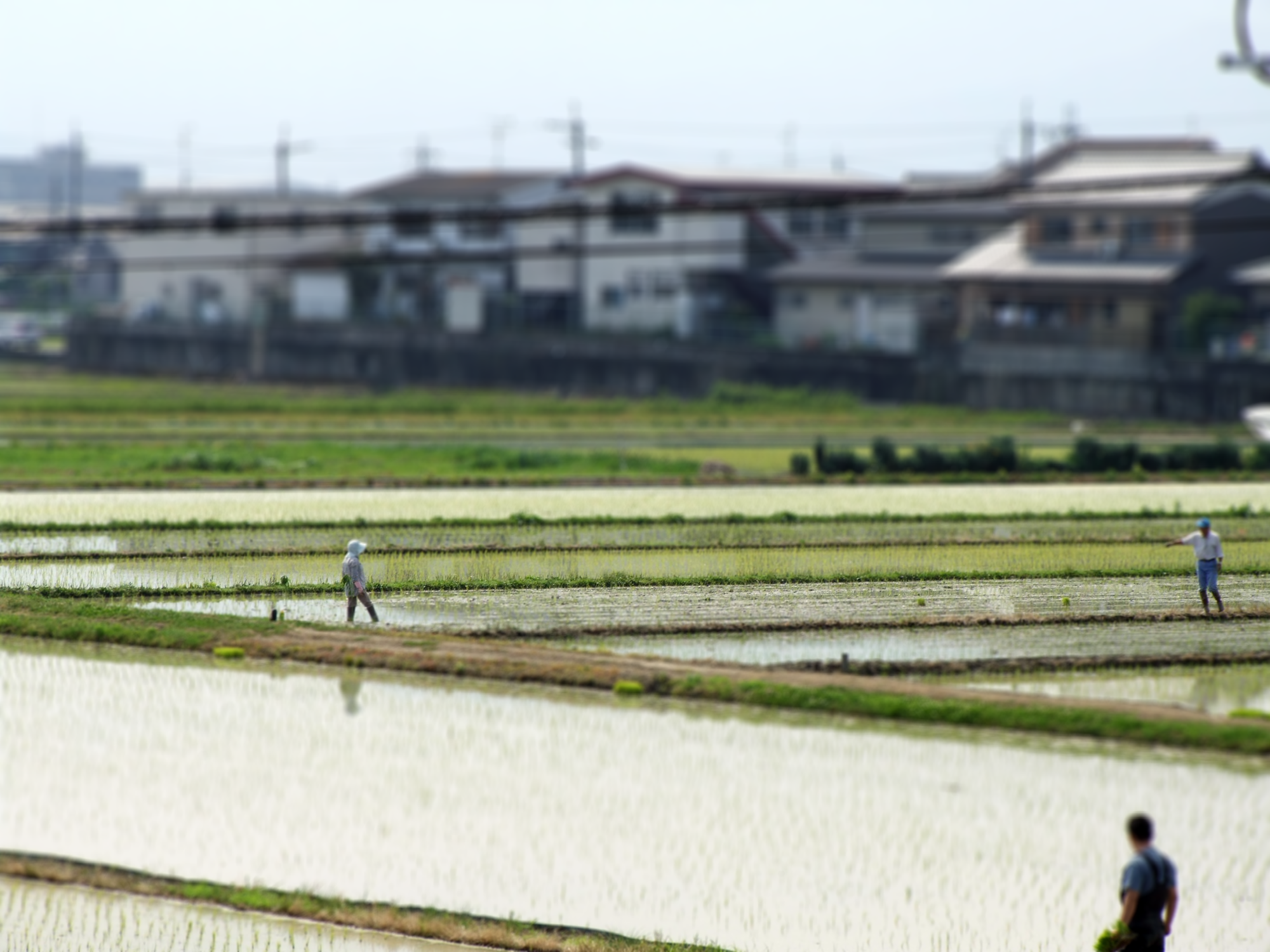
Японське поле рису. Префектура Нара

Сільське господарство, лісове господарство і рибальство є важливими секторами в економіці Японії, проте разом з японською гірською промисловістю, вони складають лише 1,3 % від валового національного продукту країни. Тільки 20 % землі Японії підходять для вирощування, а також сільськогосподарська економіка сильно субсидується і є захищеною.
Сільськогосподарські угіддя Японії складають близько 13 % її території. Більше половини цих угідь — заливні поля, які використовуються для рисівництва. У середньому, одне фермерське господарство володіє 1,8 га ріллі. Для Хоккайдо цей показник становить 1,8 га, а для решти 46 префектур — 1,3 га. Японії притаманне інтенсивне сільське господарство, оскільки сільськогосподарські угіддя переважно малі. Вони обробляються багатьма фермерами, як правило без застосування великої сільськогосподарської техніки, з використанням природних або хімічних добрив. Оскільки в країні не вистачає рівнинної землі, багато угідь розташовані на терасах та схилах гір, що також ускладнює використання техніки.
З кінця 20 століття для Японії характерне швидке скорочення орних площ, особливо заливних полів. Причинами скорочення називають перехід японців від традиційного до західного способу життя — зменшення споживання рису і збільшення споживання пшеничних виробів, м'яса, молочних продуктів тощо. Іншою причиною скорочення орних земель є урбанізація, а також розвиток підприємств вторинного і третинного секторів економіки. Колишні сільськогосподарські угіддя відводяться під будівництво житлових приміщень, заводів, офісів або доріг.